# Cryptochroom
Cryptochromen (afkorting: CRY) zijn een groep eiwitten die behoren tot de flavoproteïnen. Dieren en planten gebruiken cryptochromen als receptoren voor het blauwe licht van het zichtbare spectrum (400-500 nm). Cryptochromen regelen in veel soorten het circadiaan ritme. Voor sommige dieren maakt cryptochroom het mogelijk het aardmagnetisch veld waar te nemen. In planten regelen ze de groei en ontwikkeling waarin ze hun rol hebben in de beweging en de vorm van de plant. De naam is afgeleid van Cryptogamen, een groep planten als varens, mossen en lichenen, waarin het cryptochroom is ontdekt en dankt zijn naam ook aan de geel/rode kleur van deze fotoreceptor (Cromo).

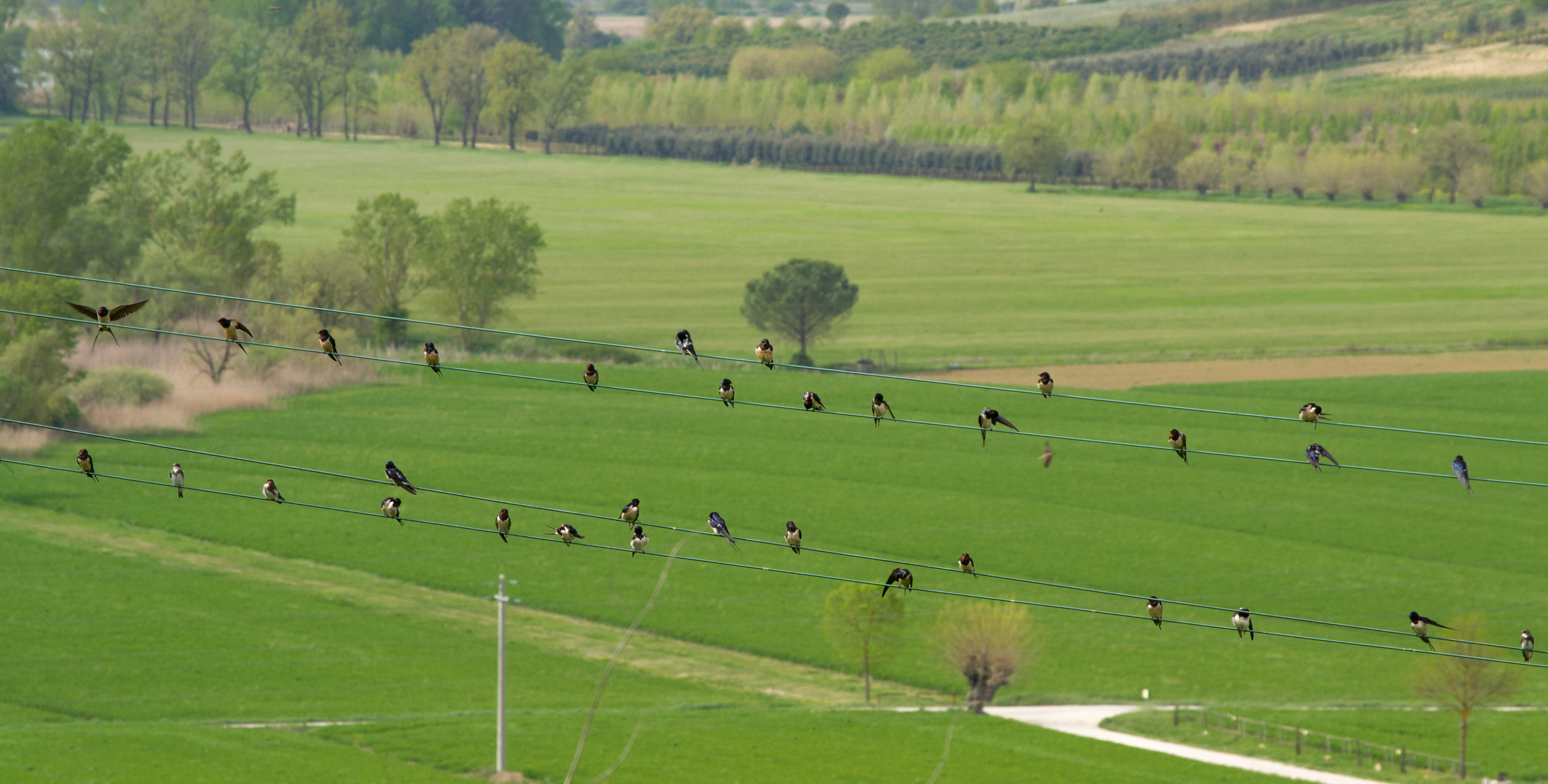
Zwaluwen verzamelen zich in Italië

Arabidopsis thaliana (zandraket) heeft drie cryptochromen, CRY1, CRY2 en CRY3 waarvan de eerste twee belangrijk zijn respectievelijk voor de groei en de bloei en de laatste van belang is in de mitochondriën en de chloroplasten waar het, samen met de fotolyase, een rol heeft in de reparatie van DNA. In de zoogdieren daarentegen remmen CRY1 en CRY2 het gen Clock, een gen dat het circadiaan ritme regelt. CRY4 is essentieel voor magnetoreceptie, het mechanisme dat het de trekvogels mogelijk maakt zich te oriënteren op het Aardmagnetisch veld.

## Ontdekking
Reeds in 1880 ontdekte en beschreef Charles Darwin in zijn boek The power of movement in plants de beweging van planten als reactie op blauw licht, maar het duurde nog 100 jaar voordat de verantwoordelijke pigmenten gevonden werden. Pas in 1980 werd het gen HY4 ontdekt dat Arabidopsis Thaliana gevoelig maakt voor blauw licht en toen in 1993 de sequentie van het gen bepaald werd, bleek het sterk homoloog te zijn met het gen voor de fotolyase, een enzym dat beschadigd DNA repareert en dat ook geactiveerd wordt door blauw licht. In 1995 werd ontdekt dat het product van HY4 en haar homologen in de mens geen fotolyase-activiteit bezaten en dat het een nieuwe groep receptoren van blauw licht waren waarover men hypothetiseerde dat het fotopigmenten waren die belangrijk waren voor het regelen van het circadiaan ritme. In 1996 en 1998 werden homologen van Cry geïdentificeerd respectievelijk in Drosophila melanogaster (fruitvliegje) en de muis.

## Evolutie en structuur
Cryptochroom doet al vroeg zijn intrede in de evolutie en het zijn sterk geconserveerde eiwitten die deel uitmaken van de familie flavoproteinen die in alle takken van leven voorkomen. Alle leden van deze familie hebben een N-terminale structuur vergelijkbaar met die van de fotolyase, een enzym dat het beschadigd DNA repareert en dat ook geactiveerd wordt door blauw licht. Cryptochromen zijn inderdaad afgeleid van en sterk verwant aan de fotolyase die een groep enzymen vormt die betrokken zijn bij de reparatie van door UV-straling veroorzaakte schade aan het DNA. In eucaryoten bezitten de cryptochromen deze oorspronkelijke enzymatische activiteit niet meer. Cryptochromen worden aangemaakt in allerlei organen en weefsels van alle organismen waar ze over het algemeen functioneren in de celkern en waar ze de expressie van genen regelen. Er zijn uitzonderingen op deze regel zoals in het geval van de lokalisatie van cryptochromen die betrokken zijn bij magnetoreceptie, daarbij  bevindt het CRY4 zich in het netvlies van het oog. De structuur van het cryptochroom heeft een vouw die vergelijkbaar is met de fotolyase, waarin zich een enkel molecuul flavine adenine dinucleotide (FAD) bevindt die niet co-valent gebonden is. De secondaire structuur van CRY1 is voornamelijk een alfa-helix met weinig tot geen overlapping en enkele bèta-sheets.  

## Functie

### Fototropie
Dankzij fototropie, in antwoord op blauw licht, bevorderen de cryptochromen de groei van de plant naar een lichtbron. Het is bekend dat deze reactie op licht door een eigen groep fotoreceptoren geregeld wordt, de fototropinen. Anders dan de fytochromen en fototropinen, zijn de cryptochromen geen kinases. De flavine-chromofoor wordt door het licht gereduceerd en wordt naar de celkern vervoerd waarvandaan de turgor geregeld wordt en daarmee de groei van de stengel. De expressie van Cry2 regelt de expansie van het blad en bepaalt ook de bloeiperiode in Arabidopsis thaliana.

### Licht vangen

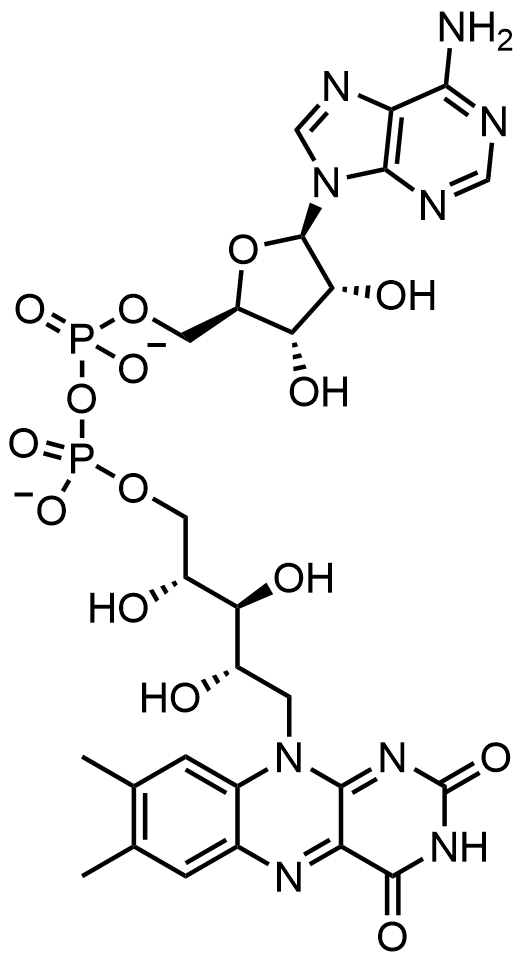
Structuur van flavina adenina dinucleotide (FAD)

Wanneer het cryptochroom blauw licht opvangt dan raakt het FADox, de fundamentele vorm van FAD, na in aanraking te zijn geweest met het foton, in een geëxciteerde toestand, FADox*, die voorafgaat aan de vorming van FADH•. Deze fotoreactie is bestudeerd met een resolutie van femtoseconden en dat heeft aangetoond dat er een overdracht van een elektron is van een nabij tryptofaan (TrpH400) naar de geëxciteerde FADox*, die daarmee de radicaal flavine anion FAD•- en het corresponderende radicaal tryptofaan cation TrpH400•+ vormt. In het cryptochroom bestaat een triade van tryptofanen die het elektron van het ene naar het andere tryptofaan laten 'springen' en daarmee voorkomen dat het cation en het anion een verbinding aangaan. Het cation geeft een proton vrij en het FAD•- ontvangt er een en vormt FADH•. Men veronderstelt dat deze laatste stap gepaard gaat met fosforylering en een verandering van conformatie van het eiwit hetgeen een keten aan signaaltransductie veroorzaakt met als gevolg het regelen van genexpressie in de celkern.    

### Circadiaan ritme
Zowel in planten als in dieren is aangetoond dat cryptochromen uiterst belangrijk zijn voor het regelen en behouden van het circadiaan ritme. De aanwezigheid van cryptochromen zowel in de flora als in de fauna geeft aan dat het gaat om een erg oud eiwit dat sterk geconserveerd is gedurende de evolutie. In Drosophila melanogaster regelt dCRY het circadiaan ritme als reactie op blauw licht, terwijl in zoogdieren CRY1 en CRY2 de transcriptie van genen die het ritme regelen onderdrukken door middel van repressors. Deze laatste activering is onafhankelijk van het licht. Het is inderdaad zo dat cryptochromen van het type II (die onafhankelijk van het licht geactiveerd worden, niet te verwarren met CRY2) in vivo geen FAD bevatten en daarom beschouwd moeten worden als rudimentair.

### Magnetoreceptie
Cryptochroom 4 of CRY4 is het eiwit dat zich in het netvlies bevindt en dat navigatie op het Aardmagnetisch veld mogelijk via het mechanisme van magnetoreceptie. Voor trekvogels is dit cryptochroom van het grootste belang. CRY4 bevindt zich tussen de celmembranen van de fotoreceptorcellen in het netvlies van de ogen van gewervelden. Het licht dat het oog binnendringt activeert deze cryptochromen die daarop vrije radicalen vormen waarbij de spin van de elektronen op afstand correleert en zijn dus entangled. Het elektronenpaar van het radicale paar oscilleert tussen een singlet en een triplet en wanneer de radicalen zich herenigen vormt zich een chemisch product waarvan de eigenschappen afhangen van hoe de elektronen verstrengeld waren voordat de radicalen zich herenigden. Was het grootste deel een singlet dan wordt er een ander product gevormd dan wanneer het grootste deel triplets waren. Het is de inclinatie van het Aardmagnetisch veld ten opzichte van de ogen van het dier die bepaalt wat de verhouding tussen de twee combinaties van spin is. En, deze laatste bepaalt wat voor een chemisch product er daardoor gevormd wordt. Magnetoreceptie is dus een kwantisch fenomeen waarvan men denkt, door de aanwezigheid van cryptochromen in het netvlies, dat de dieren daar het Aardmagnetisch veld mee kunnen zien.Het betreft hier dus niet een eenvoudig kompas waarmee oriëntatie ten opzichte van het Noorden mogelijk is, maar het gaat om een echte navigator.